# Célula de combustível
Funcionamento da 
célula de combustível
Célula de combustível é uma célula eletroquímica que converte energia potencial de um combustível em eletricidade através de uma reação eletroquímica de eletrólise reversa. Como qualquer célula eletroquímica, uma célula de combustível consiste em dois elétrodos polarizados, o ânodo (-) e o cátodo (+), e um eletrólito. Dois componentes são essenciais: o hidrogénio, como combustível, e o oxigénio como oxidante.
Em princípio, as células de combustível não são poluentes, visto que tem água com o produto da reação.

## Funcionamento
Em termos gerais, a célula de combustível funciona como uma gerador de corrente elétrica. A corrente gerada faz funcionar os mais diversos dispositivos (lâmpadas, motores, eletrodomésticos, como exemplos) e depois retorna ao gerador, completando o que se chama de circuito elétrico. O seu princípio de funcionamento (eletrólise reversa) consiste em utilizar a energia gerada pela reação de hidrogénio com oxigénio, tendo água como produto. O hidrogénio é alimentado no ânodo onde é decomposto quimicamente por um catalisador em protões, com carga positiva, e eletrões com carga negativa. Os eletrões são injetados na corrente elétrica (a parte útil do sistema), e os protões migram através do eletrólito até ao cátodo. Aí, os protões combinam-se cataliticamente com o oxigénio vindo do ar e os eletrões retornados pela corrente elétrica.
|                |                                                           |
| Funcionamento. | Vista em corte de um automóvel com célula de combustível. |

## Tipos
Existem vários tipos de células de combustíveis, geralmente classificados pela temperatura de operação.

### Temperaturas abaixo de 250ºC

#### Membrana de troca de prótons (PEM)
Previamente chamada de célula de combustível de eletrólito de polímero sólido, devido ao desconhecimento do mecanismo de troca de prótons. 
Esse tipo de célula contém uma membrana semipermeável, tipicamente de Nafion, com solução de eletrólito separando o ânodo e o cátodo.
O Hidrogênio é inserido no ânodo, que catalisa e desassocia em próton e elétron. Os prótons passam pela membrana e chegam no cátodo. Já os elétrons passam por um circuito elétrico, gerando energia. No cátodo há a catálise do oxigênio com os prótons e elétrons, formando água.

#### Alcalina(A)
Os eletrólitos são separados por uma matriz saturada com solução alcalina aquosa. 
Há dois tipos de células de combustível alcalina: a de eletrólito estático ou imobilizado e a de eletrólito móvel. A diferença é que a célula combustível de eletrólito fluido permite que ele percorra entre o ânodo e o cátodo, removendo o excesso de calor. 

#### Ácido fosfórico(PA)
Células de combustível de ácido fosfórico foi criado em 1961 por G. V. Elmore e H. A. Tanner. O ácido fosfórico é usado como eletrólito não condutor que permite a passagem de prótons do ânodo para o cátodo e inibe a de elétrons.

### Temperaturas acima de 600 ºC

#### CarbonatoFundido (MC)
Células de combustível de carbonato fundido usam carbonato de sal de lítio e potássio que se torna líquido em altas temperaturas, permitindo o movimento de cargas de carbonatos de carga negativa dentro da célula.

#### Óxidos Sólidos (SO)
Células de combustível de óxidos sólidos normalmente possuem eletrólito de cerâmica, mais especificamente de zircônia estabilizada com ítria. Diferentemente das outras células combustíveis que o próton passa do ânodo para o cátodo, nessa é o íon de oxigênio que passa do cátodo para o ânodo. 
|                                                            |                                                               |                                              |
| Célula de combustível de metanol direto utilizada na NASA. | Vídeo: funcionamento de uma célula de combustível microbiana. | Célula de combustível de água de Stan Meyer. |

O uso do hidrogênio como combustível é polêmico em várias aplicações, já que ele não constitui uma fonte primária de energia. No entanto pode ser facilmente fabricada a partir de outras fontes de energia. Críticos do estágio atual desta tecnologia dizem que a energia necessária para "criar" o combustível em primeiro lugar pode reduzir a eficiência final do sistema ficando pior que o mais eficiente motor de combustão interna a gasolina; é verdadeiro pois o hidrogênio é gerado pela eletrólise da água. Pode ser gerado também do metano, componente principal do gás natural com mais ou menos 80% de eficiência. O método de conversão do metano liberta gases para o meio ambiente, portanto o método ideal será usar fonte que gere hidrogênio através da eletrólise.
Há problemas práticos a serem superados. Embora o uso de células de combustível por consumidores seja possível no futuro próximo, os projetos atuais têm que ser orientados de forma correta. Atualmente há projetos de modelos capazes de fornecer energia para dispositivos portáteis como por exemplo, os telefones celulares e notebooks. Projetos atuais necessitam de abertura de ventilação e não podem ser operados dentro de água, não podendo ser usados em aeronaves devido ao risco de vazamentos para atmosfera. Tecnologia para reabastecimento seguro das células ainda não existe, salvo testes que vêm sendo feitos com o uso de células alimentadas com o álcool metanol.

## Comparação dos tipos de célula de combustível
| Tipo de célula de combustível                              | Electrólito                                                                | Potência      | Temperatura (°C) | Eficiência energética | Eficiência energética | Status                                            | Preço (Dólar Americano/W) |
| Tipo de célula de combustível                              | Electrólito                                                                | Potência      | Temperatura (°C) | Célula                | Sistema               | Status                                            | Preço (Dólar Americano/W) |
| ---------------------------------------------------------- | -------------------------------------------------------------------------- | ------------- | ---------------- | --------------------- | --------------------- | ------------------------------------------------- | ------------------------- |
| Célula de combustível eletrogalvânica                      | Solução alcalina aquosa                                                    |               | < 40             |                       |                       | Comercial / Pesquisa                              | 3-7                       |
| Célula de combustível de ácido fórmico (DFAFC)             | Membrana polimérica (ionômero)                                             | < 50 W        | < 40             |                       |                       | Comercial / Pesquisa                              | 10-20                     |
| Célula de combustível alcalina                             | Solução alcalina aquosa                                                    | 10–200 kW     | < 80             | 60–70%                | 62%                   | Comercial / Pesquisa                              | 50-100                    |
| Célula de combustível de membrana de troca de prótons      | Membrana polimérica (ionômero)                                             | 1 W – 500 kW  | 50–200           | 50–70%                | 30–50%                | Comercial / Pesquisa                              | 50–100                    |
| Célula de combustível de hidreto metálico                  | Solução alcalina aquosa                                                    |               | > −20            |                       |                       | Pesquisa e desenvolvimento / Comercial / Pesquisa | 30-200                    |
| Bateria de zinco-ar                                        | Solução alcalina aquosa                                                    |               | < 40             |                       |                       | Produção em massa                                 | 150-300                   |
| Célula de combustível de carbono direto                    | Vários diferentes                                                          |               | 700–850          | 80%                   | 70%                   | Comercial / Pesquisa                              | 18                        |
| Célula de combustível de hidreto de boro direto            | Solução alcalina aquosa                                                    |               | 70               |                       |                       | Comercial                                         | 400-450                   |
| Célula de combustível microbial                            | Membrana polimérica ou de Ácido húmico                                     |               | < 40             |                       |                       | Pesquisa                                          | 10-50                     |
| Célula de combustível microbial de fluxo ascendente (UMFC) |                                                                            |               | < 40             |                       |                       | Pesquisa                                          | 1-5                       |
| Célula de combustível regenerativa                         | Membrana polimérica (ionômero)                                             |               | < 50             |                       |                       | Comercial / Pesquisa                              | 200-300                   |
| Célula de combustível de metanol direto                    | Membrana polimérica (ionômero)                                             | 100 mW – 1 kW | 90–120           | 20–30%                | 10–25%                | Comercial / Pesquisa                              | 125                       |
| Célula de combustível de metanol reformado                 | Membrana polimérica (ionômero)                                             | 5 W – 100 kW  | 250–300          | 50–60%                | 25–40%                | Comercial / Pesquisa                              | 8.50                      |
| Célula de combustível de etanol direto                     | Membrana polimérica (ionômero)                                             | < 140 mW/cm²  | > 25 90–120      |                       |                       | Pesquisa                                          | 12                        |
| Célula de combustível redox (RFC)                          | Eletrólitos líquidos com transporte redox e membrana polimérica (ionômero) | 1 kW – 10 MW  |                  |                       |                       | Pesquisa                                          | 12.50                     |
| Célula de combustível de ácido fosfórico                   | Ácido fosfórico (H3PO4)                                                    | < 10 MW       | 150–200          | 55%                   | 40%                   | Comercial / Pesquisa                              | 4.00–4.50                 |
| Célula de combustível de óxidos sólidos                    | H+-sal oxiânion condutor (ácido sólido)                                    | 10 W – 1 kW   | 200–300          | 55–60%                | 40–45%                | Comercial / Pesquisa                              | 15                        |
| Célula de combustível de carbonato                         | Carbonato alcalino                                                         | 100 MW        | 600–650          | 55%                   | 45–55%                | Comercial / Pesquisa                              | 1000                      |
| Célula de combustível de óxido sólido tubular (TSOFC)      | O2−-óxido cerâmico condutor                                                | < 100 MW      | 850–1100         | 60–65%                | 55–60%                | Comercial / Pesquisa                              | 3.50                      |
| Célula de combustível de cerâmica protônica                | H+-Óxido de cerâmica condutor                                              |               | 700              |                       |                       | Pesquisa                                          | 80                        |
| Célula de combustível de óxido sólido planar               | O2−-Óxido de cerâmica condutor                                             | < 100 MW      | 500–1100         | 60–65%                | 55–60%                | Comercial / Pesquisa                              | 800                       |
| Célula de biocombustível enzimático                        | Qualquer que não desnaturalize as enzimas                                  |               | < 40             |                       |                       | Pesquisa                                          | 10                        |
| Célula de combustível de magnésio-ar                       | Água com sal                                                               |               | −20 a 55         | 90%                   |                       | Comercial / Pesquisa                              | 15                        |

## Ciência

Processo de transformação até uma célula de combustível.

As células de combustível são dispositivos eletroquímicos, e como tal não podem ser forçados a trabalhar no máximo de eficiência como as máquinas de combustão. Podem ser altamente eficientes em transformar energia química em elétrica.
Num exemplo primitivo de membrana eletrolítica polimérica (PEM) de célula de combustível a membrana é condutora de prótons e separa o ânodo do cátodo. Em cada lado há um eletrodo de lâmina de carbono revestido com um catalisador de platina.
No lado do ânodo, o hidrogênio flui para o catalisador onde é dissociado em prótons e elétrons. Os prótons são conduzidos através da membrana para o cátodo e os elétrons são forçados a percorrer um circuito externo (fornecendo força) porque a membrana é isolada eletronicamente. No catodo as moléculas de oxigênio reagem com os elétrons (que chegam pelo circuito externo) para formar água. Neste exemplo o único produto a se perder é o vapor d'água, resíduo inofensivo.

## História

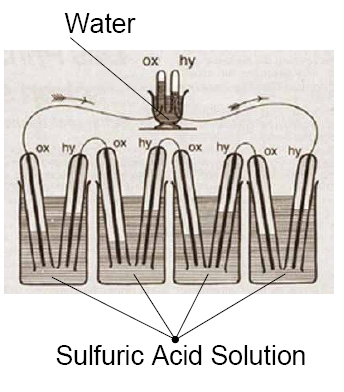
Célula de combustível de William Robert Grove (1839).

A primeira célula de combustível foi desenvolvida no século XIX em 1838 por William Robert Grove publicado na "The London and Edinburgh Philosophical Magazine and Journal of Science" (Revista e Jornal Filosófico de Ciência de Londres e Edinburgh).
Um esboço foi publicado em 1842 pelo mesmo cientista, sendo muito parecido com as células de combustíveis de ácido fosfórico.
O primeiro uso comercial se deu em 1932 com a célula de combustível alcalina do Francis Thomas Bacon que produzia até 5kW de energia.
As células de combustível só tiveram aplicações práticas a partir da década de 1960, quando Thomas Grubb e Leonard Niedrach, da companhia General Electric, tiveram sucesso no desenvolvimento de uma célula de membrana de troca de prótons (Proton-exchange membrane fuel cell - PEM) . Apesar da sua portabilidade, não era viável economicamente, dado uso de platina como catalisador. A partir de 1965 a NASA passou a empregar células de combustível, que foram usadas nas espaçonaves do Programa Apollo e no Ônibus espacial.

A primeira célula de combustível a hidrogênio para o ramo automóvel foi desenvolvida em 1991 por Roger Billings. Estudos na década de 2020, indicam que as células de combustível podem ser abastecidas com etanol (álcool combustível) utilizando o hidrogênio contido neste.
Veículos elétricos alimentados por baterias apresentam os inconvenientes da demora para recarga e baixa autonomia. Nestes veículos, a substituição das baterias por células de combustível proporciona a redução do tempo de recarga/reabastecimento e aumenta a autonomia.

## Pesquisa e desenvolvimento
- 2005: Pesquisadores do Instituto de Tecnologia da Geórgia usaram triazol para aumentar a temperatura operacional das células de combustíveis de membrana de troca de prótons de 100/C para acima de 120°C.[22]
- 2008: Pesquisadores da  Universidade Monash, Melbourne used PEDOT como cátodo.[23]
- 2009: Pesquisadores da Universidade de Dayton, em Ohio, mostraram que nanotubos de carbonos verticalmente poderiam ser usados como catalisadores em células de combustível.[24] The same year, a nickel bisdiphosphine-based catalyst for fuel cells was demonstrated.[25]
- 2013: A Empresa britânica ACAL Energy desenvolveu uma célula de combustível que poderia ser utilizada por 10.000 horas em condições de direção.[26] It asserted that the cost of fuel cell construction can be reduced to $40/kW (roughly $9,000 for 300 HP).[27]
- 2014: Pesquisadores da Imperial College London desenvolveram um novo método para a regeneração de células de combustível de eletrólito polimérico contaminadas por sulfeto de hidrogênio.[28] They recovered 95–100% of the original performance of a hydrogen sulfide contaminated PEFC. They were successful in rejuvenating a SO2 contaminated PEFC too.[29] This regeneration method is applicable to multiple cell stacks.[30]
- 2019: Pesquisadores do United States Army Research Laboratory desenvolveram uma célula de combustível de geração de hidrogênio de duas partes. Uma parte para a geração de hidrogênio e outra para geração de energia por meio de hidrogênio e oxigênio. [31]
- 2022: pesquisadores da Universidade de Delaware desenvolveram uma célula de combustível de hidrogênio de baixo custo, 1,40 dólar americano por kilowatt. [32]

## Imagens
| Veículos equipados com células de combustível: | Veículos equipados com células de combustível: | Veículos equipados com células de combustível: | Veículos equipados com células de combustível: | Veículos equipados com células de combustível: |
| ---------------------------------------------- | ---------------------------------------------- | ---------------------------------------------- | ---------------------------------------------- | ---------------------------------------------- |
| Automóvel:                                     | Submarino:                                     | Avião elétrico:                                | Bonde:                                         |                                                |
|                                                |                                                |                                                |                                                |                                                |
| Protótipo Toyota FCHV                          | Submarino Tipo 212                             | HY4                                            | Bonde de Oranjestad                            |                                                |